# Bundesliga niemiecka w piłce nożnej (2000/2001)
Bundesliga niemiecka w piłce nożnej 2000/2001 – 38. edycja najwyższych w hierarchii rozgrywek ligowych niemieckiej klubowej piłki nożnej. Tytuł mistrzowski obronił Bayern Monachium.

## Zespoły
| Uczestnicy poprzedniej edycji                                                                                 | Uczestnicy poprzedniej edycji | Uczestnicy poprzedniej edycji | Uczestnicy poprzedniej edycji |
| --- | ----------------------------- | ----------------------------- | ----------------------------- |
| BMU | Bayern Monachium              | 1                             |                               |
| LEV | Bayer Leverkusen              | 2                             |                               |
| HSV | Hamburger SV                  | 3                             |                               |
| TSV | TSV 1860 Monachium            | 4                             |                               |
| KAI | 1. FC Kaiserslautern          | 5                             |                               |
| HER | Hertha BSC                    | 6                             |                               |
| WOL | VfL Wolfsburg                 | 7                             |                               |
| STU | VfB Stuttgart                 | 8                             |                               |
| WER | Werder Brema                  | 9                             |                               |
| UNT | SpVgg Unterhaching            | 10                            |                               |
| DOR | Borussia Dortmund             | 11                            |                               |
| FRG | SC Freiburg                   | 12                            |                               |
| S04 | FC Schalke 04                 | 13                            |                               |
| FRA | Eintracht Frankfurt           | 14                            |                               |
| ROS | Hansa Rostock                 | 15                            |                               |
| Awans z 2. Bundesligi 1999/2000                                                                               |                               |                               |                               |
| KÖL | 1. FC Köln                    | 1                             |                               |
| BOC | VfL Bochum                    | 2                             |                               |
| COT | Energie Cottbus               | 3                             |                               |
| Oznaczenia: - kolumna pierwsza – skróty nazw drużyn, - kolumna trzecia – miejsce zajęte w poprzednim sezonie. |                               |                               |                               |

## Tabela
|     | Drużyna              | M  | Z  | R  | P  | Bramki | Bilans | Punkty |
| --- | -------------------- | -- | -- | -- | -- | ------ | ------ | ------ |
| 1.  | Bayern Monachium     | 34 | 19 | 6  | 9  | 62:37  | +25    | 63     |
| 2.  | FC Schalke 04        | 34 | 18 | 8  | 8  | 65:35  | +30    | 62     |
| 3.  | Borussia Dortmund    | 34 | 16 | 10 | 8  | 62:42  | +20    | 58     |
| 4.  | Bayer 04 Leverkusen  | 34 | 17 | 6  | 11 | 54:40  | +14    | 57     |
| 5.  | Hertha BSC           | 34 | 18 | 2  | 14 | 58:52  | +6     | 56     |
| 6.  | SC Freiburg          | 34 | 15 | 10 | 9  | 54:37  | +17    | 55     |
| 7.  | Werder Brema         | 34 | 15 | 8  | 11 | 53:48  | +5     | 53     |
| 8.  | 1. FC Kaiserslautern | 34 | 15 | 5  | 14 | 49:54  | –5     | 50     |
| 9.  | VfL Wolfsburg        | 34 | 12 | 11 | 11 | 60:45  | +15    | 47     |
| 10. | 1. FC Köln           | 34 | 12 | 10 | 12 | 59:52  | +7     | 46     |
| 11. | TSV 1860 Monachium   | 34 | 12 | 8  | 14 | 43:55  | –12    | 44     |
| 12. | FC Hansa Rostock     | 34 | 12 | 7  | 15 | 34:47  | –13    | 43     |
| 13. | Hamburger SV         | 34 | 10 | 11 | 13 | 58:58  | 0      | 41     |
| 14. | Energie Cottbus      | 34 | 12 | 3  | 19 | 38:52  | –14    | 39     |
| 15. | VfB Stuttgart        | 34 | 9  | 11 | 14 | 42:49  | –7     | 38     |
| 16. | SpVgg Unterhaching   | 34 | 8  | 11 | 15 | 35:59  | –24    | 35     |
| 17. | Eintracht Frankfurt  | 34 | 10 | 5  | 19 | 41:68  | –27    | 35     |
| 18. | VfL Bochum           | 34 | 7  | 6  | 21 | 30:67  | –37    | 27     |

## Strzelcy
|    | Zawodnik        | Drużyna             | Bramki |
| -- | --------------- | ------------------- | ------ |
| 1. | Sergej Barbarez | Hamburger SV        | 22     |
| 1. | Ebbe Sand       | FC Schalke 04       | 22     |
| 3. | Claudio Pizarro | SV Werder Brema     | 19     |
| 4. | Michael Preetz  | Hertha BSC          | 16     |
| 5. | Giovane Élber   | FC Bayern Monachium | 15     |
| 5. | Oliver Neuville | Bayer 04 Leverkusen | 15     |

## Kadra mistrza
Bernd Dreher, Oliver Kahn, Stefan Wessels; Patrik Andersson, Sebastian Backer, Samuel Kuffour, Thomas Linke, Bixente Lizarazu, Willy Sagnol; Stefan Effenberg, Thorsten Fink, Owen Hargreaves, Jens Jeremies, Hasan Salihamidžić, Mehmet Scholl, Paulo Sérgio, Ciriaco Sforza, Thomas Strunz, Michael Tarnat, Michael Wiesinger, Patrick Mölzl, Andrew Sinkala; Giovane Élber, Berkant Göktan, Carsten Jancker, Antonio Di Salvo, Roque Santa Cruz, Alexander Zickler, Sławomir Wojciechowski.
- Trener: Ottmar Hitzfeld